# Antoni I Grimaldi
Antoni I Grimaldi (ur. 25 stycznia 1661 w Paryżu, zm. 20 lutego 1731 w Monako) – książę Monako od 3 stycznia 1701 do swojej śmierci. Syn Ludwika I Grimaldi, księcia Monako i Szarloty Katarzyny de Gramont.

## Młodość w Paryżu
Antoni (fr. Antoine) I znajdował się pod całkowitym wpływem francuskim. Prawie czterdzieści pierwszych lat życia spędził na dworze Ludwika XIV, króla Francji. W 1683 r. został mianowany porucznikiem regimentu piechoty królewskiej, a rok później pułkownikiem. Z powodu swej postury nazywano go „Goliatem”.

## Objęcie rządów w Monako
Po śmierci ojca przeniósł się do Monako, by objąć władzę. Parlament paryski w dniu 21 sierpnia 1702 r. nadał mu tytuł Para Francji. Książę stale tęsknił za Wersalem i Paryżem. Podtrzymywał kontakty z przyjaciółmi i znajomymi w postaci korespondencji.

## Lata wojny sukcesyjnej
W czasie hiszpańskiej wojny sukcesyjnej (1701-1714) książę zachował „aktywną neutralność” wobec Francji. W 1705 r. książę Sabaudii wystąpił po stronie cesarza Leopolda I. Spowodowało to zagrożenie Monako. Antoni I poprosił o zajęte przez Francuzów miasto La Turbie. Król zgodził się dać mu to miasto. Monako było traktowane jako ważny punkt w tej wojnie. Zgromadzono duże ilości broni, prochu, kul armatnich i dział. Książę dbał o umocnienie fortecy, na co wydał 330 tys. liwrów. Eperon, najbardziej wysunięty punkt portu, przekształcono w Fort Antoniego z dwoma kondygnacjami baterii.
Wojenna działalność księcia była kosztowna. Książę Sabaudii Wiktor Amadeusz II, stojący po stronie zwycięskiej Anglii i Austrii, zażądał oddania La Turbie oraz przywrócenia wszystkich praw feudalnych dotyczących Roquebrune oraz Mentonu. Król Ludwik XIV zgodził się. Arbitraż jego i Anny Stuart, królowej Anglii ograniczył suwerenność Monako 21 czerwca 1714 r. Uznano prawa suwerenne księcia Sabaudii do Roquebrune i Mentonu. Wysłannik Antoniego I złożył hołd wasalny z tych ziem w Turynie 12 sierpnia 1716 r.

## Następstwo tronu
Problemem była sprawa następstwa tronu. Z legalnej żony Marii posiadał sześć córek. Postanowił przekazać tron córce Ludwice Hipolicie. Antoni I z Marią byli ze sobą skłóceni co do kandydata na męża córki. Książę popierał hrabiego de Roye z rodu Rouchefoucauld, a księżna Karola, hrabiego de Lux z rodu Montmorency. Spór się zaostrzał. Antoni umieścił córkę w klasztorze Wizytek w Aix-en-Provence do czasu sfinalizowania jej małżeństwa. W Paryżu Maria z ojcem po kryjomu szukała sposobu na ten impas. Przez pośrednictwo księżnej de Lude zaproponowano Jakuba de Goyon de Matignon, księcia de Thorigny. Antoni zgodził się, nie wiedząc, iż ta propozycja pochodziła od żony i teścia. Podpisano kontrakt małżeński 5 września 1715 r. Bogaty de Matignon zgodził się zapłacić duże sumy na poczet długów Antoniego I, na posagi sióstr Ludwiki oraz na zrzeczenie się praw przez Franciszka Honoriusza. Ślub Ludwiki Hipolity z Jakubem odbył się 20 października 1715 r.

## Działalność kulturalna
Grimaldi prowadził życie według stylu francuskiego. W Carnolès zbudował pałac, otoczony ogrodem w stylu francuskim. Miejscowym malarzom, Józefowi de Bressan i Augustynowi Vento, kazał ozdobić pałac książęcy w Monako. Sprowadził flamandzkiego malarza Jeana Baptiste’a Vanloo. Wzbogacił kolekcję obrazów do 1200. Z pomocą pana Destouches, zarządcy opery paryskiej, sprowadzał tancerki, śpiewaczki i muzyków do siebie. Przerobił jeden salon na salę koncertową. Kolekcjonował utwory muzyczne (opery, balety, motety, kantaty, msze i pieśni religijne).

## Potomstwo
Antoni I Grimaldi poślubił 13 czerwca 1688 r. Marię de Lorraine (ur. 12 sierpnia 1674 - zm. 30 października 1724), córkę hrabiego Ludwika de Lorraine-Armagnac, bliskiego przyjaciela króla Ludwika XIV. Miał z nią sześcioro dzieci, z których tylko dwoje przeżyło dzieciństwo:
- Katarzyna Szarlota (ur. 7 października 1690, zm. 18 czerwca 1696)
- Ludwika Hipolita zw. „Coco” (ur. 10 listopada 1697, zm. 29 grudnia 1731), przyszła księżna Monako
- Elżbieta Szarlota zw. Mademoiselle de Valentinois (ur. 3 listopada 1698, zm. 25 sierpnia 1702)
- Małgorzata Kamila zw. „Poupon”, Mademoiselle de Carladez (ur. 1 maja 1700, zm. 27 kwietnia 1758), poślubiona Ludwikowi de Gand de Mérode, de Montmorency, księciu d’Isenghien
- Maria Dévote (ur. 15 marca 1702, zm. 24 października 1703)
- Maria Pelline zw. Mademoiselle de Chabeuil (ur. 23 października 1708, zm. 20 maja 1726)

Antoni I posiadał również dzieci nieślubne. Troje były przez niego uznane: 
- Z matki Elżbiety Durfort, tancerki:
  - Antoni, kawaler de Grimaldi (ur. 2 października 1697 w Paryżu, zm. 28 listopada 1784 w Monako), generalny gubernator (regent) Monako od 20 marca 1732 do śmierci
- Z matki Wiktorii Vertu, tancerki opery paryskiej:
  - Antonina Grimaldi zw. Mademoiselle de Saint-Rémy (ur. 1699 w Paryżu, zm. ?)
- Z nieznanej kobiety z Prowansji (po roku 1702):
  - Ludwika Maria Teresa Grimaldi (ur. 2 czerwca 1705, zm. 21 września 1723 w Sospel)